# Lista walk o bokserskie mistrzostwo świata w wadze ciężkiej
Zestawienie walk o bokserskie mistrzostwo świata wagi ciężkiej zawodowców. Ujęte zostały pojedynki najważniejszych organizacji boksu zawodowego (WBO, WBA, WBC, IBF i IBO).
aktualność zestawienia: 24-12-2016

## 2010-
| data                 | miejsce                                      | organizacja                 | zwycięzca                          | pokonany                              | wynik  |
| -------------------- | -------------------------------------------- | --------------------------- | ---------------------------------- | ------------------------------------- | ------ |
| 10 grudnia 2016      | Vector Arena Auckland, Nowa Zelandia         | WBO                         | Joseph Parker · Nowa Zelandia      | Andy Ruiz Jr. · Stany Zjednoczone     | MD 12  |
| 10 grudnia 2016      | Manchester Arena Manchester, Wielka Brytania | IBF                         | Anthony Joshua · Wielka Brytania   | Éric Molina · Stany Zjednoczone       | TKO 3  |
| 16 lipca 2016        | Legacy Arena Birmingham, USA                 | WBC                         | Deontay Wilder · Stany Zjednoczone | Chris Arreola · Stany Zjednoczone     | RTD 8  |
| 25 czerwca 2016      | O2 Arena Londyn, Wielka Brytania             | IBF                         | Anthony Joshua · Wielka Brytania   | Dominic Breazeale · Stany Zjednoczone | TKO 7  |
| 9 kwietnia 2016      | O2 Arena Londyn, Wielka Brytania             | IBF                         | Anthony Joshua · Wielka Brytania   | Charles Martin · Stany Zjednoczone    | KO 2   |
| 5 marca 2016         | Colosseum Sport Hall Grozny, Rosja           | WBA                         | Lucas Browne · Australia           | Rusłan Czagajew · Uzbekistan          | TKO 10 |
| 16 stycznia 2016     | Barclays Center Nowy Jork, USA               | WBC                         | Deontay Wilder · Stany Zjednoczone | Artur Szpilka · Polska                | KO 9   |
| 16 stycznia 2016     | Barclays Center Nowy Jork, USA               | IBF                         | Charles Martin · Stany Zjednoczone | Wiaczesław Głazkow · Ukraina          | TKO 3  |
| 19 grudnia 2015      | Turning Stone Resort & Casino Verona, USA    | WBA tymczasowy              | Luis Ortiz · Kuba                  | Bryant Jennings · Stany Zjednoczone   | TKO 7  |
| 28 listopada 2015    | ESPRIT arena Düsseldorf, Niemcy              | WBA Super / WBO / IBO / IBF | Tyson Fury · Wielka Brytania       | Władimir Kliczko · Ukraina            | UD 12  |
| 17 października 2015 | Madison Square Garden Nowy Jork, USA         | WBA tymczasowy              | Luis Ortiz · Kuba                  | Matias Ariel Vidondo · Argentyna      | KO 3   |
| 26 września 2015     | Legacy Arena Birmingham, USA                 | WBC                         | Deontay Wilder · Stany Zjednoczone | Johann Duhaupas · Francja             | TKO 11 |
| 11 lipca 2015        | GETEC Arena Magdeburg, Niemcy                | WBA                         | Rusłan Czagajew · Uzbekistan       | Francesco Pianeta · Włochy            | KO 1   |
| 13 czerwca 2015      | Bartow Arena Birmingham, USA                 | WBC                         | Deontay Wilder · Stany Zjednoczone | Éric Molina · Stany Zjednoczone       | KO 9   |
| 25 kwietnia 2015     | Madison Square Garden Nowy Jork, USA         | WBA Super / WBO / IBO / IBF | Władimir Kliczko · Ukraina         | Bryant Jennings · Stany Zjednoczone   | UD 12  |
| 17 stycznia 2015     | MGM Grand Las Vegas, USA                     | WBC                         | Deontay Wilder · Stany Zjednoczone | Bermane Stiverne · Kanada             | UD 12  |
| 15 listopada 2014    | O2 World Arena Hamburg, Niemcy               | IBF                         | Władimir Kliczko · Ukraina         | Kubrat Pulew · Bułgaria               | KO 5   |
| 6 lipca 2014         | Ahmat Arena Grozny, Rosja                    | WBA                         | Rusłan Czagajew · Uzbekistan       | Fres Oquendo · Stany Zjednoczone      | MD 12  |
| 10 maja 2014         | USC Galen Center Los Angeles, USA            | WBC                         | Bermane Stiverne · Kanada          | Chris Arreola · Stany Zjednoczone     | TKO 6  |
| 26 kwietnia 2014     | Koenig Pilsener Arena Oberhausen, Niemcy     | WBA Super / WBO / IBO / IBF | Władimir Kliczko · Ukraina         | Alex Leapai · Australia               | TKO 5  |
| 5 października 2013  | Hala Olimpijska Moskwa, Rosja                | WBA Super / WBO / IBO / IBF | Władimir Kliczko · Ukraina         | Aleksandr Powietkin · Rosja           | UD 12  |
| 17 maja 2013         | Crocus City Hall Moskwa, Rosja               | WBA                         | Aleksandr Powietkin · Rosja        | Andrzej Wawrzyk · Polska              | TKO 3  |
| 4 maja 2013          | SAP-Arena Mannheim, Niemcy                   | WBA Super / WBO / IBO / IBF | Władimir Kliczko · Ukraina         | Francesco Pianeta · Włochy            | TKO 6  |
| 10 listopada 2012    | O2 World Arena Hamburg, Niemcy               | WBA Super / WBO / IBO / IBF | Władimir Kliczko · Ukraina         | Mariusz Wach · Polska                 | UD 12  |
| 29 września 2012     | Sporthalle Hamburg, Niemcy                   | WBA                         | Aleksandr Powietkin · Rosja        | Hasim Rahman · Stany Zjednoczone      | TKO 2  |
| 8 września 2012      | Olimpijski Moskwa, Rosja                     | WBC                         | Witalij Kliczko · Ukraina          | Manuel Charr · Niemcy                 | TKO 4  |
| 7 lipca 2012         | Stade de Suisse Berno, Szwajcaria            | WBA Super / WBO / IBO / IBF | Władimir Kliczko · Ukraina         | Tony Thompson · Stany Zjednoczone     | TKO 6  |
| 3 marca 2012         | ESPRIT arena Düsseldorf, Niemcy              | WBA Super / WBO / IBO / IBF | Władimir Kliczko · Ukraina         | Jean-Marc Mormeck · Francja           | TKO 4  |
| 25 lutego 2012       | Porsche-Arena Stuttgart, Niemcy              | WBA                         | Aleksandr Powietkin · Rosja        | Marco Huck · Niemcy                   | MD 12  |
| 18 lutego 2012       | Olympiahalle Monachium, Niemcy               | WBC                         | Witalij Kliczko · Ukraina          | Dereck Chisora · Wielka Brytania      | UD 12  |
| 3 grudnia 2011       | Hartwall Arena Helsinki, Finlandia           | WBA                         | Aleksandr Powietkin · Rosja        | Cedric Boswell · Stany Zjednoczone    | KO 8   |
| 10 września 2011     | Stadion Miejski Wrocław, Polska              | WBC                         | Witalij Kliczko · Ukraina          | Tomasz Adamek · Polska                | TKO 10 |
| 27 sierpnia 2011     | Messehalle Erfur, Niemcy                     | WBA                         | Aleksandr Powietkin · Rosja        | Rusłan Czagajew · Uzbekistan          | UD 12  |
| 2 lipca 2011         | Imtech-Arena Hamburg, Niemcy                 | WBA Super / WBO / IBO / IBF | Władimir Kliczko · Ukraina         | David Haye · Wielka Brytania          | UD 12  |
| 19 marca 2011        | Lanxess-Arena Kolonia, Niemcy                | WBC                         | Witalij Kliczko · Ukraina          | Odlanier Solis · Kuba                 | KO 1   |
| 13 listopada 2010    | M.E.N. Arena Manchester, Wielka Brytania     | WBA                         | David Haye · Wielka Brytania       | Audley Harrison · Wielka Brytania     | TKO 3  |
| 16 października 2010 | O2 World Arena Hamburg, Niemcy               | WBC                         | Witalij Kliczko · Ukraina          | Shannon Briggs · Stany Zjednoczone    | UD 12  |
| 11 września 2010     | Commerzbank-Arena Frankfurt, Niemcy          | WBO / IBO / IBF             | Władimir Kliczko · Ukraina         | Samuel Peter · Nigeria                | KO 10  |
| 29 maja 2010         | Veltins Arena Gelserkirchen, Niemcy          | WBC                         | Witalij Kliczko · Ukraina          | Albert Sosnowski · Polska             | KO 10  |
| 4 kwietnia 2010      | M.E.N. Arena Manchester, Wielka Brytania     | WBA                         | David Haye · Wielka Brytania       | John Ruiz · Stany Zjednoczone         | TKO 9  |
| 20 marca 2010        | ESPRIT Arena Düsseldorf, Niemcy              | WBO / IBO / IBF             | Władimir Kliczko · Ukraina         | Eddie Chambers · Stany Zjednoczone    | KO 12  |

## 2000–2009
| data                 | miejsce                                        | organizacja     | zwycięzca                                                           | pokonany                                                            | wynik          |
| -------------------- | ---------------------------------------------- | --------------- | ------------------------------------------------------------------- | ------------------------------------------------------------------- | -------------- |
| 12 grudnia 2009      | PostFinance Arena Berno, Szwajcaria            | WBC             | Witalij Kliczko · Ukraina                                           | Kevin Johnson · Stany Zjednoczone                                   | UD 12          |
| 7 listopada 2009     | Arena Nürnberger Versicherung Nürnberg, Niemcy | WBA             | David Haye · Wielka Brytania                                        | Nikołaj Wałujew · Rosja                                             | MD 12          |
| 26 września 2009     | Staples Center Los Angeles, USA                | WBC             | Witalij Kliczko · Ukraina                                           | Chris Arreola · Stany Zjednoczone                                   | RTD 10         |
| 20 czerwca 2009      | Veltins Arena Gelsenkirchen, Niemcy            | WBO / IBO / IBF | Władimir Kliczko · Ukraina                                          | Rusłan Czagajew · Uzbekistan                                        | RTD 9          |
| 21 marca 2009        | Hanns-Martin-Schleyer Halle Stuttgart, Niemcy  | WBC             | Witalij Kliczko · Ukraina                                           | Juan Carlos Gomez · Kuba                                            | TKO 9          |
| 7 lutego 2009        | Stadthalle Rostock, Niemcy                     | WBA             | Rusłan Czagajew · Uzbekistan                                        | Carl Drumond · Kostaryka                                            | TD 6           |
| 20 grudnia 2008      | Hallenstadion Zurich, Szwajcaria               | WBA             | Nikołaj Wałujew · Rosja                                             | Evander Holyfield · Stany Zjednoczone                               | MD 12          |
| 13 grudnia 2008      | SAP-Arena Mannheim, Niemcy                     | WBO / IBO / IBF | Władimir Kliczko · Rosja                                            | Hasim Rahman · Stany Zjednoczone                                    | TKO 7          |
| 11 października 2008 | O2 World Arena Berlin, Niemcy                  | WBC             | Witalij Kliczko · Ukraina                                           | Samuel Peter · Nigeria                                              | RTD 9          |
| 30 sierpnia 2008     | Max Schmeling Halle Berlin, Niemcy             | WBA             | Nikołaj Wałujew · Rosja                                             | John Ruiz · Stany Zjednoczone                                       | UD 12          |
| 12 lipca 2008        | Color Line Arena Hamburg, Niemcy               | WBO / IBO / IBF | Władimir Kliczko · Ukraina                                          | Tony Thompson · Stany Zjednoczone                                   | KO 11          |
| 8 marca 2008         | Plaza de Toros Cancun, Meksyk                  | WBC             | Samuel Peter · Nigeria                                              | Oleg Maskajew · Rosja                                               | TKO 6          |
| 23 lutego 2008       | Madison Square Garden Nowy Jork, USA           | WBO / IBO / IBF | Władimir Kliczko · Ukraina                                          | Sułtan Ibragimow · Rosja                                            | UD 12          |
| 19 stycznia 2008     | Burg-Waechter Castello Düsseldorf, Niemcy      | WBA             | Rusłan Czagajew · Uzbekistan                                        | Matt Skelton · Wielka Brytania                                      | UD 12          |
| 13 października 2007 | Chodynka Ice Palace Moskwa, Rosja              | WBO             | Sułtan Ibragimow · Rosja                                            | Evander Holyfield · Stany Zjednoczone                               | UD 12          |
| 6 października 2007  | Madison Square Garden Nowy Jork, USA           | WBC             | Samuel Peter · Nigeria                                              | Jameel McCline · Stany Zjednoczone                                  | UD 12          |
| 7 lipca 2007         | Kölnarena Köln, Niemcy                         | IBF / IBO       | Władimir Kliczko · Ukraina                                          | Lamon Brewster · Stany Zjednoczone                                  | RTD 6          |
| 2 czerwca 2007       | Boardwalk Hall Atlantic City, USA              | WBO             | Sułtan Ibragimow · Rosja                                            | Shannon Briggs · Stany Zjednoczone                                  | UD 12          |
| 14 kwietnia 2007     | Porsche-Arena Stuttgart, Niemcy                | WBA             | Rusłan Czagajew · Uzbekistan                                        | Nikołaj Wałujew · Rosja                                             | MD 12          |
| 10 marca 2007        | SAP-Arena Mannheim, Niemcy                     | IBF / IBO       | Władimir Kliczko · Ukraina                                          | Ray Austin · Stany Zjednoczone                                      | TKO 2          |
| 20 stycznia 2007     | St. Jakob Halle Bazylea, Szwajcaria            | WBA             | Nikołaj Wałujew · Rosja                                             | Jameel McCline · Stany Zjednoczone                                  | TKO 3          |
| 10 grudnia 2006      | Olimpijska Sports Arena Moskwa, Rosja          | WBC             | Oleg Maskajew · Rosja                                               | Peter Okhello · Uganda                                              | UD 12          |
| 11 listopada 2006    | Madison Square Garden Nowy Jork, USA           | IBF / IBO       | Władimir Kliczko · Ukraina                                          | Calvin Brock · Stany Zjednoczone                                    | TKO 7          |
| 4 listopada 2006     | Chase Field Phoenix, USA                       | WBO             | Shannon Briggs · Stany Zjednoczone                                  | Siergiej Lachowicz · Białoruś                                       | TKO 12         |
| 7 października 2006  | Allstate Arena Rosemont, USA                   | WBA             | Nikołaj Wałujew · Rosja                                             | Monte Barrett · Stany Zjednoczone                                   | TKO 11         |
| 12 sierpnia 2006     | Thomas & Mack Center Las Vegas, USA            | WBC             | Oleg Maskajew · Rosja                                               | Hasim Rahman · Stany Zjednoczone                                    | TKO 12         |
| 3 czerwca 2006       | Tui Arena Hannover, Niemcy                     | WBA             | Nikołaj Wałujew · Rosja                                             | Owen Beck · Jamajka                                                 | TKO 3          |
| 22 kwietnia 2006     | SAP-Arena Mannheim, Niemcy                     | IBF / IBO       | Władimir Kliczko · Ukraina                                          | Chris Byrd · Stany Zjednoczone                                      | TKO 7          |
| 1 kwietnia 2006      | Wolstein Center Cleveland, USA                 | WBO             | Siergiej Lachowicz · Białoruś                                       | Lamon Brewster · Stany Zjednoczone                                  | UD 12          |
| 18 marca 2006        | Boardwalk Hall Atlantic City, USA              | WBC             | Hasim Rahman Stany Zjednoczone – · James Toney Stany Zjednoczone    | Hasim Rahman Stany Zjednoczone – · James Toney Stany Zjednoczone    | PTS 12 (remis) |
| 17 grudnia 2005      | Max Schmeling Halle Berlin, Niemcy             | WBA             | Nikołaj Wałujew · Rosja                                             | John Ruiz · Stany Zjednoczone                                       | MD 12          |
| 1 października 2005  | Events Center Reno, USA                        | IBF             | Chris Byrd · Stany Zjednoczone                                      | DaVarryl Williamson · Stany Zjednoczone                             | UD 12          |
| 28 września 2005     | Color Line Arena Hamburg, Niemcy               | WBO             | Lamon Brewster · Stany Zjednoczone                                  | Luan Krasniqi · Niemcy                                              | TKO 9          |
| 13 sierpnia 2005     | United Center Chicago, USA                     | WBC             | Hasim Rahman · Stany Zjednoczone                                    | Monte Barrett · Stany Zjednoczone                                   | UD 12          |
| 21 maja 2005         | United Center Chicago, USA                     | WBO             | Lamon Brewster · Stany Zjednoczone                                  | Andrzej Gołota · Polska                                             | TKO 1          |
| 30 kwietnia 2005     | Madison Square Garden Nowy Jork, USA           | WBA             | James Toney Stany Zjednoczone – · John Ruiz Stany Zjednoczone       | James Toney Stany Zjednoczone – · John Ruiz Stany Zjednoczone       | NC 12          |
| 11 grudnia 2004      | Mandalay Bay Las Vegas, USA                    | WBC             | Witalij Kliczko · Ukraina                                           | Danny Williams · Wielka Brytania                                    | TKO 8          |
| 13 listopada 2004    | Madison Square Garden Nowy Jork, USA           | IBF             | Chris Byrd · Stany Zjednoczone                                      | Jameel McCline · Stany Zjednoczone                                  | SD 12          |
| 13 listopada 2004    | Madison Square Garden Nowy Jork, USA           | WBA             | John Ruiz · Stany Zjednoczone                                       | Andrzej Gołota · Polska                                             | UD 12          |
| 4 września 2004      | Mandalay Bay Resort Las Vegas, USA             | WBO             | Lamon Brewster · Stany Zjednoczone                                  | Kali Meehan · Australia                                             | SD 12          |
| 24 kwietnia 2004     | Staples Center Los Angeles, USA                | WBC             | Witalij Kliczko · Ukraina                                           | Corrie Sanders · Południowa Afryka                                  | TKO 8          |
| 17 kwietnia 2004     | Madison Square Garden Nowy Jork, USA           | IBF             | Chris Byrd Stany Zjednoczone – · Andrzej Gołota Polska              | Chris Byrd Stany Zjednoczone – · Andrzej Gołota Polska              | PTS 12 (remis) |
| 17 kwietnia 2004     | Madison Square Garden Nowy Jork, USA           | WBA             | John Ruiz · Stany Zjednoczone                                       | Fres Oquendo · Stany Zjednoczone                                    | TKO 11         |
| 10 kwietnia 2004     | Mandalay Bay Las Vegas, USA                    | WBO             | Lamon Brewster · Stany Zjednoczone                                  | Władimir Kliczko · Ukraina                                          | TKO 5          |
| 13 grudnia 2003      | Boardwalk Hall Atlantic City, USA              | WBA             | John Ruiz · Stany Zjednoczone                                       | Hasim Rahman · Stany Zjednoczone                                    | UD 12          |
| 20 września 2003     | Mohegan Sun Casino Uncasville, USA             | IBF             | Chris Byrd · Stany Zjednoczone                                      | Fres Oquendo · Stany Zjednoczone                                    | UD 12          |
| 21 czerwca 2003      | Staples Center Los Angeles, USA                | WBC / IBO       | Lennox Lewis · Wielka Brytania                                      | Witalij Kliczko · Ukraina                                           | TKO 6          |
| 8 marca 2003         | Preussag Arena Hannover, Niemcy                | WBO             | Corrie Sanders · Południowa Afryka                                  | Władimir Kliczko · Ukraina                                          | TKO 2          |
| 1 marca 2003         | Thomas & Mack Center Las Vegas, USA            | WBA             | Roy Jones Jr. · Stany Zjednoczone                                   | John Ruiz · Stany Zjednoczone                                       | UD 12          |
| 14 grudnia 2002      | Boardwalk Hall Atlantic City, USA              | IBF             | Chris Byrd · Stany Zjednoczone                                      | Evander Holyfield · Stany Zjednoczone                               | UD 12          |
| 7 grudnia 2002       | Mandalay Bay Las Vegas, USA                    | WBO             | Władimir Kliczko · Ukraina                                          | Jameel McCline · Stany Zjednoczone                                  | TKO 10         |
| 27 lipca 2002        | Mandalay Bay Resort Las Vegas, USA             | WBA             | John Ruiz · Stany Zjednoczone                                       | Kirk Johnson · Kanada                                               | DQ 10          |
| 29 czerwca 2002      | Taj Majal Hotel & Casino Atlantic City, USA    | WBO             | Władimir Kliczko · Ukraina                                          | Ray Mercer · Stany Zjednoczone                                      | TKO 6          |
| 8 czerwca 2002       | The Pyramid Memphis, USA                       | WBC / IBF / IBO | Lennox Lewis · Wielka Brytania                                      | Mike Tyson · Stany Zjednoczone                                      | KO 8           |
| 16 marca 2002        | Hanns-Martin-Schleyer Halle Stuttgart, Niemcy  | WBO             | Władimir Kliczko · Ukraina                                          | Francois Botha · Południowa Afryka                                  | TKO 8          |
| 15 grudnia 2001      | Foxwoods Resort Mashantucket, USA              | WBA             | John Ruiz Stany Zjednoczone – · Evander Holyfield Stany Zjednoczone | John Ruiz Stany Zjednoczone – · Evander Holyfield Stany Zjednoczone | PTS 12 (remis) |
| 17 listopada 2001    | Mandalay Bay Las Vegas, USA                    | WBC / IBF / IBO | Lennox Lewis · Wielka Brytania                                      | Hasim Rahman · Stany Zjednoczone                                    | KO 4           |
| 4 sierpnia 2001      | Mandalay Bay Las Vegas, USA                    | WBO             | Władimir Kliczko · Ukraina                                          | Charles Shufford · Stany Zjednoczone                                | TKO 6          |
| 22 kwietnia 2001     | Carnival City Brakpan, RPA                     | WBC / IBF / IBO | Hasim Rahman · Stany Zjednoczone                                    | Lennox Lewis · Wielka Brytania                                      | KO 5           |
| 24 marca 2001        | Rudi Sedlmayer Halle Monachium, Niemcy         | WBO             | Władimir Kliczko · Ukraina                                          | Derrick Jefferson · Stany Zjednoczone                               | TKO 2          |
| 3 marca 2001         | Mandalay Bay Las Vegas, USA                    | WBA             | John Ruiz · Stany Zjednoczone                                       | Evander Holyfield · Stany Zjednoczone                               | UD 12          |
| 11 listopada 2000    | Mandalay Bay Las Vegas, USA                    | WBC / IBF / IBO | Lennox Lewis · Wielka Brytania                                      | David Tua · Nowa Zelandia                                           | UD 12          |
| 14 października 2000 | Kölnarena Köln, Niemcy                         | WBO             | Władimir Kliczko · Ukraina                                          | Chris Byrd · Stany Zjednoczone                                      | UD 12          |
| 12 sierpnia 2000     | Paris Hotel & Casino Las Vegas, USA            | WBA             | Evander Holyfield · Stany Zjednoczone                               | John Ruiz · Stany Zjednoczone                                       | UD 12          |
| 15 lipca 2000        | New London Arena Londyn, Wielka Brytania       | WBC / IBF / IBO | Lennox Lewis · Wielka Brytania                                      | Francois Botha · Południowa Afryka                                  | TKO 2          |
| 29 kwietnia 2000     | Madison Square Garden Nowy Jork, USA           | WBC / IBF / IBO | Lennox Lewis · Wielka Brytania                                      | Michael Grant · Stany Zjednoczone                                   | KO 2           |
| 1 kwietnia 2000      | Estrel Convention Center Berlin, Niemcy        | WBO             | Chris Byrd · Stany Zjednoczone                                      | Witalij Kliczko · Ukraina                                           | TKO 10         |

## 1990–1999
| data                 | miejsce                                        | organizacja           | zwycięzca                                                            | pokonany                                                             | wynik          |
| -------------------- | ---------------------------------------------- | --------------------- | -------------------------------------------------------------------- | -------------------------------------------------------------------- | -------------- |
| 11 grudnia 1999      | Sporthalle Hamburg, Niemcy                     | WBO                   | Witalij Kliczko · Ukraina                                            | Obed Sullivan · Stany Zjednoczone                                    | TKO 9          |
| 13 listopada 1999    | Thomas & Mack Center Las Vegas, USA            | WBA / WBC / IBF / IBO | Lennox Lewis · Wielka Brytania                                       | Evander Holyfield · Stany Zjednoczone                                | UD 12          |
| 9 października 1999  | Arena Oberhausen Oberhausen, Niemcy            | WBO                   | Witalij Kliczko · Ukraina                                            | Ed Mahone · Stany Zjednoczone                                        | TKO 3          |
| 26 czerwca 1999      | New London Arena Londyn, Wielka Brytania       | WBO                   | Witalij Kliczko · Ukraina                                            | Herbie Hide · Wielka Brytania                                        | KO 2           |
| 13 marca 1999        | Madison Square Garden Nowy Jork, USA           | WBA / WBC / IBF       | Lennox Lewis Wielka Brytania – · Evander Holyfield Stany Zjednoczone | Lennox Lewis Wielka Brytania – · Evander Holyfield Stany Zjednoczone | PTS 12 (remis) |
| 6 listopada 1998     | K.B. Hallen Kopenhaga, Dania                   | IBO                   | Brian Nielsen · Dania                                                | Lionel Butler · Stany Zjednoczone                                    | KO 1           |
| 26 września 1998     | Mohegan Sun Casino Uncasville, USA             | WBC                   | Lennox Lewis · Wielka Brytania                                       | Željko Mavrović · Chorwacja                                          | UD 12          |
| 26 września 1998     | Sports Village Norwich, Wielka Brytania        | WBO                   | Herbie Hide · Wielka Brytania                                        | Willi Fischer · Niemcy                                               | TKO 2          |
| 19 września 1998     | Georgia Dome Atlanta, USA                      | WBA / IBF             | Evander Holyfield · Stany Zjednoczone                                | Vaughn Bean · Stany Zjednoczone                                      | UD 12          |
| 18 kwietnia 1998     | Nynex Arena Manchester, Wielka Brytania        | WBO                   | Herbie Hide · Wielka Brytania                                        | Damon Reed · Stany Zjednoczone                                       | TKO 1          |
| 28 marca 1998        | Boardwalk Convention Center Atlantic City, USA | WBC                   | Lennox Lewis · Wielka Brytania                                       | Shannon Briggs · Stany Zjednoczone                                   | TKO 5          |
| 14 listopada 1997    | K.B. Hallen Kopenhaga, Dania                   | IBO                   | Brian Nielsen · Dania                                                | Don Steele · Stany Zjednoczone                                       | KO 2           |
| 8 listopada 1997     | Thomas & Mack Center Las Vegas, USA            | WBA / IBF             | Evander Holyfield · Stany Zjednoczone                                | Michael Moorer · Stany Zjednoczone                                   | TKO 8          |
| 4 października 1997  | Caesars Hotel & Casino Atlantic City, USA      | WBC                   | Lennox Lewis · Wielka Brytania                                       | Andrzej Gołota · Polska                                              | KO 1           |
| 12 lipca 1997        | Caesars Tahoe Stateline, USA                   | WBC                   | Lennox Lewis · Wielka Brytania                                       | Henry Akinwande · Wielka Brytania                                    | DQ 5           |
| 28 czerwca 1997      | MGM Grand Las Vegas, USA                       | WBA                   | Evander Holyfield · Stany Zjednoczone                                | Mike Tyson · Stany Zjednoczone                                       | DQ 3           |
| 28 czerwca 1997      | Sports Village Norwich, Wielka Brytania        | WBO                   | Herbie Hide · Wielka Brytania                                        | Tony Tucker · Stany Zjednoczone                                      | TKO 2          |
| 29 marca 1997        | Hilton Hotel Las Vegas, USA                    | IBF                   | Michael Moorer · Stany Zjednoczone                                   | Vaughn Bean · Stany Zjednoczone                                      | MD 12          |
| 7 lutego 1997        | Hilton Hotel Las Vegas, USA                    | WBC                   | Lennox Lewis · Wielka Brytania                                       | Oliver McCall · Stany Zjednoczone                                    | TKO 5          |
| 24 stycznia 1997     | Brondby Hallen Brondby, Dania                  | IBO                   | Brian Nielsen · Dania                                                | Larry Holmes · Stany Zjednoczone                                     | SD 12          |
| 11 stycznia 1997     | Nashville Arena Nashville, USA                 | WBO                   | Henry Akinwande · Wielka Brytania                                    | Scott Welch · Wielka Brytania                                        | UD 12          |
| 9 listopada 1996     | MGM Grand Las Vegas, USA                       | IBF                   | Michael Moorer · Stany Zjednoczone                                   | Francois Botha · Południowa Afryka                                   | TKO 12         |
| 9 listopada 1996     | MGM Grand Las Vegas, USA                       | WBA                   | Evander Holyfield · Stany Zjednoczone                                | Mike Tyson · Stany Zjednoczone                                       | TKO 11         |
| 9 listopada 1996     | MGM Grand Las Vegas, USA                       | WBO                   | Henry Akinwande · Wielka Brytania                                    | Aleksandr Zołkin · Rosja                                             | TKO 10         |
| 7 września 1996      | MGM Grand Las Vegas, USA                       | WBA                   | Mike Tyson · Stany Zjednoczone                                       | Bruce Seldon · Stany Zjednoczone                                     | TKO 1          |
| 29 czerwca 1996      | Fantasy Springs Casino Indio, USA              | WBO                   | Henry Akinwande · Wielka Brytania                                    | Jeremy Williams · Stany Zjednoczone                                  | KO 3           |
| 22 czerwca 1996      | Westfalen Stadion Dortmund, Niemcy             | IBF                   | Michael Moorer · Stany Zjednoczone                                   | Axel Schulz · Niemcy                                                 | SD 12          |
| 31 maja 1996         | K.B. Hallen Kopenhaga, Dania                   | IBO                   | Brian Nielsen · Dania                                                | Mike Hunter · Stany Zjednoczone                                      | TKO 5          |
| 29 marca 1996        | K.B. Hallen Kopenhaga, Dania                   | IBO                   | Brian Nielsen · Dania                                                | Phil Jackson · Stany Zjednoczone                                     | TKO 6          |
| 16 marca 1996        | MGM Grand Las Vegas, USA                       | WBC                   | Mike Tyson · Stany Zjednoczone                                       | Frank Bruno · Wielka Brytania                                        | TKO 3          |
| 12 stycznia 1996     | Falconer Centret Kopenhaga, Dania              | IBO                   | Brian Nielsen · Dania                                                | Tony LaRosa · Stany Zjednoczone                                      | TKO 2          |
| 9 grudnia 1995       | Hanns-Martin-Schleyer Halle Stuttgart, Niemcy  | IBF                   | Axel Schulz Niemcy – · Francois Botha Południowa Afryka              | Axel Schulz Niemcy – · Francois Botha Południowa Afryka              | NC 12          |
| 2 września 1995      | The Stadium Londyn, Wielka Brytania            | WBC                   | Frank Bruno · Wielka Brytania                                        | Oliver McCall · Stany Zjednoczone                                    | UD 12          |
| 19 sierpnia 1995     | MGM Grand Hotel Las Vegas, USA                 | WBA                   | Bruce Seldon · Stany Zjednoczone                                     | Joe Hipp · Stany Zjednoczone                                         | TKO 10         |
| 8 sierpnia 1995      | Spotlight 29 Casino Coachella, USA             | IBO                   | Jimmy Thunder · Samoa                                                | Ray Anis · Haiti                                                     | TKO 7          |
| 17 czerwca 1995      | MGM Grand Hotel Las Vegas, USA                 | WBO                   | Riddick Bowe · Stany Zjednoczone                                     | Jorge Luis Gonzalez · Kuba                                           | KO 6           |
| 22 kwietnia 1995     | MGM Grand Hotel Las Vegas, USA                 | IBF                   | George Foreman · Stany Zjednoczone                                   | Axel Schulz · Niemcy                                                 | MD 12          |
| 8 kwietnia 1995      | Caesars Palace Las Vegas, USA                  | WBC                   | Oliver McCall · Stany Zjednoczone                                    | Larry Holmes · Stany Zjednoczone                                     | UD 12          |
| 8 kwietnia 1995      | Caesars Palace Las Vegas, USA                  | WBA                   | Bruce Seldon · Stany Zjednoczone                                     | Tony Tucker · Stany Zjednoczone                                      | TKO 7          |
| 11 marca 1995        | MGM Grand Hotel Las Vegas, USA                 | WBO                   | Riddick Bowe · Stany Zjednoczone                                     | Herbie Hide · Wielka Brytania                                        | KO 6           |
| 6 grudnia 1994       | The Palace Auburn Hills, USA                   | IBO                   | Jimmy Thunder · Samoa                                                | Tony Tubbs · Stany Zjednoczone                                       | PTS 12         |
| 5 listopada 1994     | MGM Grand Hotel Las Vegas, USA                 | WBA / IBF             | George Foreman · Stany Zjednoczone                                   | Michael Moorer · Stany Zjednoczone                                   | KO 10          |
| 29 października 1994 | Atlantic City, USA                             | IBO                   | Jimmy Thunder · Samoa                                                | Richard Mason · Stany Zjednoczone                                    | PTS 12         |
| 24 września 1994     | The Stadium Londyn, Wielka Brytania            | WBC                   | Oliver McCall · Stany Zjednoczone                                    | Lennox Lewis · Wielka Brytania                                       | TKO 2          |
| 4 sierpnia 1994      | Foxwoods Resort Mashantucket, USA              | IBO                   | Danell Nicholson · Stany Zjednoczone                                 | John Ruiz · Stany Zjednoczone                                        | SD 12          |
| 6 maja 1994          | Boardwalk Convention Center Atlantic City, USA | WBC                   | Lennox Lewis · Wielka Brytania                                       | Phil Jackson · Stany Zjednoczone                                     | TKO 8          |
| 22 kwietnia 1994     | Caesars Palace Las Vegas, USA                  | WBA / IBF             | Michael Moorer · Stany Zjednoczone                                   | Evander Holyfield · Stany Zjednoczone                                | MD 12          |
| 19 marca 1994        | New London Stadium Londyn, Wielka Brytania     | WBO                   | Herbie Hide · Wielka Brytania                                        | Michael Bentt · Stany Zjednoczone                                    | KO 7           |
| 6 listopada 1993     | Caesars Palace Las Vegas, USA                  | WBA / IBF             | Evander Holyfield · Stany Zjednoczone                                | Riddick Bowe · Stany Zjednoczone                                     | MD 12          |
| 29 października 1993 | Civic Center Tulsa, USA                        | WBO                   | Michael Bentt · Stany Zjednoczone                                    | Tommy Morrison · Stany Zjednoczone                                   | TKO 1          |
| 1 października 1993  | Arms Park Stadium Cardiff, Wielka Brytania     | WBC                   | Lennox Lewis · Wielka Brytania                                       | Frank Bruno · Wielka Brytania                                        | TKO 7          |
| 30 sierpnia 1993     | Kemper Arena Kansas City, USA                  | WBO                   | Tommy Morrison · Stany Zjednoczone                                   | Tim Tomashek · Stany Zjednoczone                                     | TKO 4          |
| 7 czerwca 1993       | Thomas & Mack Center Las Vegas, USA            | WBO                   | Tommy Morrison · Stany Zjednoczone                                   | George Foreman · Stany Zjednoczone                                   | UD 12          |
| 22 maja 1993         | RFK Stadium Waszyngton, USA                    | WBA                   | Riddick Bowe · Stany Zjednoczone                                     | Jesse Ferguson · Stany Zjednoczone                                   | KO 2           |
| 8 maja 1993          | Thomas & Mack Center Las Vegas, USA            | WBC                   | Lennox Lewis · Wielka Brytania                                       | Tony Tucker · Stany Zjednoczone                                      | UD 12          |
| 23 lutego 1993       | Country Club Reseda, USA                       | IBO                   | Lionel Butler · Stany Zjednoczone                                    | Tony Willis · Stany Zjednoczone                                      | TKO 5          |
| 6 lutego 1993        | Madison Square Garden Nowy Jork, USA           | WBA / IBF             | Riddick Bowe · Stany Zjednoczone                                     | Michael Dokes · Stany Zjednoczone                                    | TKO 1          |
| 14 listopada 1992    | Greenville, USA                                | IBO                   | Pinklon Thomas · Stany Zjednoczone                                   | Craig Payne · Stany Zjednoczone                                      | SD 12          |
| 13 listopada 1992    | Thomas & Mack Center Las Vegas, USA            | WBA / WBC / IBF       | Riddick Bowe · Stany Zjednoczone                                     | Evander Holyfield · Stany Zjednoczone                                | UD 12          |
| 19 czerwca 1992      | Caesars Palace Las Vegas, USA                  | WBA / WBC / IBF       | Evander Holyfield · Stany Zjednoczone                                | Larry Holmes · Stany Zjednoczone                                     | UD 12          |
| 15 maja 1992         | Taj Mahal Casino Atlantic City, USA            | WBO                   | Michael Moorer · Stany Zjednoczone                                   | Bert Cooper · Stany Zjednoczone                                      | TKO 5          |
| 23 listopada 1991    | The Omni Atlanta, USA                          | WBA / IBF             | Evander Holyfield · Stany Zjednoczone                                | Bert Cooper · Stany Zjednoczone                                      | TKO 7          |
| 18 października 1991 | Convention Center Atlantic City, USA           | WBO                   | Ray Mercer · Stany Zjednoczone                                       | Tommy Morrison · Stany Zjednoczone                                   | TKO 5          |
| 19 kwietnia 1991     | Convention Center Atlantic City, USA           | WBA / WBC / IBF       | Evander Holyfield · Stany Zjednoczone                                | George Foreman · Stany Zjednoczone                                   | UD 12          |
| 1 stycznia 1991      | Trump Taj Mahal Atlantic City, USA             | WBO                   | Ray Mercer · Stany Zjednoczone                                       | Francesco Damiani · Włochy                                           | KO 9           |
| 25 października 1990 | Mirage Hotel & Casino Las Vegas, USA           | WBA / WBC / IBF       | Evander Holyfield · Stany Zjednoczone                                | James Douglas · Stany Zjednoczone                                    | KO 3           |
| 11 lutego 1990       | Tokyo Dome Tokio, Japonia                      | WBA / WBC / IBF       | James Douglas · Stany Zjednoczone                                    | Mike Tyson · Stany Zjednoczone                                       | KO 10          |

## 1980–1989
| data                 | miejsce                                  | organizacja     | zwycięzca                                                         | pokonany                                                          | wynik          |
| -------------------- | ---------------------------------------- | --------------- | ----------------------------------------------------------------- | ----------------------------------------------------------------- | -------------- |
| 16 grudnia 1989      | Cesena, Włochy                           | WBO             | Francesco Damiani · Włochy                                        | Daniel Eduardo Netto · Argentyna                                  | TKO 2          |
| 21 lipca 1989        | Convention Center Atlantic City, USA     | WBA / WBC / IBF | Mike Tyson · Stany Zjednoczone                                    | Carl Williams · Stany Zjednoczone                                 | TKO 1          |
| 6 maja 1989          | Syracuse, Włochy                         | WBO             | Francesco Damiani · Włochy                                        | Johnny DuPlooy · Południowa Afryka                                | KO 3           |
| 25 lutego 1989       | Hilton Hotel Las Vegas, USA              | WBA / WBC / IBF | Mike Tyson · Stany Zjednoczone                                    | Frank Bruno · Wielka Brytania                                     | TKO 5          |
| 27 czerwca 1988      | Convention Hall Atlantic City, USA       | WBA / WBC / IBF | Mike Tyson · Stany Zjednoczone                                    | Michael Spinks · Stany Zjednoczone                                | KO 1           |
| 21 marca 1988        | Tokyo Dome Tokio, Japonia                | WBA / WBC / IBF | Mike Tyson · Stany Zjednoczone                                    | Tony Tubbs · Stany Zjednoczone                                    | TKO 2          |
| 22 stycznia 1988     | Convention Center Atlantic City, USA     | WBA / WBC / IBF | Mike Tyson · Stany Zjednoczone                                    | Larry Holmes · Stany Zjednoczone                                  | TKO 4          |
| 16 października 1987 | Convention Hall Atlantic City, USA       | WBA / WBC / IBF | Mike Tyson · Stany Zjednoczone                                    | Tyrell Biggs · Stany Zjednoczone                                  | TKO 7          |
| 1 sierpnia 1987      | Hilton Hotel Las Vegas, USA              | WBA / WBC / IBF | Mike Tyson · Stany Zjednoczone                                    | Tony Tucker · Stany Zjednoczone                                   | UD 12          |
| 30 maja 1987         | Hilton Hotel Las Vegas, USA              | IBF             | Tony Tucker · Stany Zjednoczone                                   | James Douglas · Stany Zjednoczone                                 | TKO 10         |
| 30 maja 1987         | Hilton Hotel Las Vegas, USA              | WBA / WBC       | Mike Tyson · Stany Zjednoczone                                    | Pinklon Thomas · Stany Zjednoczone                                | TKO 6          |
| 7 marca 1987         | Hilton Hotel Las Vegas, USA              | WBA / WBC       | Mike Tyson · Stany Zjednoczone                                    | James Smith · Stany Zjednoczone                                   | UD 12          |
| 12 grudnia 1986      | Madison Square Garden Nowy Jork, USA     | WBA             | James Smith · Stany Zjednoczone                                   | Tim Witherspoon · Stany Zjednoczone                               | TKO 1          |
| 22 listopada 1986    | Hilton Hotel Las Vegas, USA              | WBC             | Mike Tyson · Stany Zjednoczone                                    | Trevor Berbick · Kanada                                           | TKO 2          |
| 6 września 1986      | Hilton Hotel Las Vegas, USA              | IBF             | Michael Spinks · Stany Zjednoczone                                | Steffen Tangstad · Norwegia                                       | TKO 4          |
| 19 lipca 1986        | The Stadium Londyn, Wielka Brytania      | WBA             | Tim Witherspoon · Stany Zjednoczone                               | Frank Bruno · Wielka Brytania                                     | TKO 11         |
| 19 kwietnia 1986     | Hilton Hotel Las Vegas, USA              | IBF             | Michael Spinks · Stany Zjednoczone                                | Larry Holmes · Stany Zjednoczone                                  | SD 15          |
| 22 marca 1986        | Riviera Hotel & Casino Las Vegas, USA    | WBC             | Trevor Berbick · Kanada                                           | Pinklon Thomas · Stany Zjednoczone                                | UD 12          |
| 17 stycznia 1986     | The Omni Atlanta, USA                    | WBA             | Tim Witherspoon · Stany Zjednoczone                               | Tony Tubbs · Stany Zjednoczone                                    | MD 15          |
| 21 września 1985     | Riviera Hotel & Casino Las Vegas, USA    | IBF             | Michael Spinks · Stany Zjednoczone                                | Larry Holmes · Stany Zjednoczone                                  | UD 15          |
| 15 czerwca 1985      | Riveria Hotel & Casino Las Vegas, USA    | WBC             | Pinklon Thomas · Stany Zjednoczone                                | Mike Weaver · Stany Zjednoczone                                   | TKO 8          |
| 20 maja 1985         | Lawlor Events Center Reno, USA           | IBF             | Larry Holmes · Stany Zjednoczone                                  | Carl Williams · Stany Zjednoczone                                 | UD 15          |
| 29 kwietnia 1985     | Memorial Auditorium Buffalo, USA         | WBA             | Tony Tubbs · Stany Zjednoczone                                    | Greg Page · Stany Zjednoczone                                     | UD 15          |
| 15 marca 1985        | Riviera Hotel & Casino Las Vegas, USA    | IBF             | Larry Holmes · Stany Zjednoczone                                  | David Bey · Stany Zjednoczone                                     | TKO 10         |
| 1 grudnia 1984       | Superbowl Sun City, RPA                  | WBA             | Greg Page · Stany Zjednoczone                                     | Gerrie Coetzee · Południowa Afryka                                | KO 8           |
| 9 listopada 1984     | Riviera Hotel & Casino Las Vegas, USA    | IBF             | Larry Holmes · Stany Zjednoczone                                  | James Smith · Stany Zjednoczone                                   | TKO 12         |
| 31 sierpnia 1984     | Riviera Hotel Las Vegas, USA             | WBC             | Pinklon Thomas · Stany Zjednoczone                                | Tim Witherspoon · Stany Zjednoczone                               | MD 12          |
| 9 marca 1984         | Convention Center Las Vegas, USA         | WBC             | Tim Witherspoon · Stany Zjednoczone                               | Greg Page · Stany Zjednoczone                                     | MD 12          |
| 23 września 1983     | Richfield Coliseum Richfield, USA        | WBA             | Gerrie Coetzee · Południowa Afryka                                | Michael Dokes · Stany Zjednoczone                                 | KO 10          |
| 10 września 1983     | Harrah's Marina Hotel Atlantic City, USA | WBC             | Larry Holmes · Stany Zjednoczone                                  | Scott Frank · Stany Zjednoczone                                   | TKO 5          |
| 20 maja 1983         | Dunes Hotel Las Vegas, USA               | WBC             | Larry Holmes · Stany Zjednoczone                                  | Tim Witherspoon · Stany Zjednoczone                               | SD 12          |
| 20 maja 1983         | Dunes Hotel Las Vegas, USA               | WBA             | Michael Dokes Stany Zjednoczone – · Mike Weaver Stany Zjednoczone | Michael Dokes Stany Zjednoczone – · Mike Weaver Stany Zjednoczone | PTS 15 (remis) |
| 27 marca 1983        | Watres Armory Scranton, USA              | WBC             | Larry Holmes · Stany Zjednoczone                                  | Lucien Rodriguez · Francja                                        | UD 12          |
| 10 grudnia 1982      | Caesars Palace Las Vegas, USA            | WBA             | Michael Dokes · Stany Zjednoczone                                 | Mike Weaver · Stany Zjednoczone                                   | TKO 1          |
| 26 listopada 1982    | Astrodome Houston, USA                   | WBC             | Larry Holmes · Stany Zjednoczone                                  | Tex Cobb · Stany Zjednoczone                                      | UD 15          |
| 11 czerwca 1982      | Ceasars Palace Las Vegas, USA            | WBC             | Larry Holmes · Stany Zjednoczone                                  | Gerry Cooney · Stany Zjednoczone                                  | TKO 13         |
| 6 listopada 1981     | Civic Arena Pittsburgh, USA              | WBC             | Larry Holmes · Stany Zjednoczone                                  | Renaldo Snipes · Stany Zjednoczone                                | TKO 11         |
| 3 października 1981  | Horizon Arena Rosemont, USA              | WBA             | Mike Weaver · Stany Zjednoczone                                   | James Tillis · Stany Zjednoczone                                  | UD 15          |
| 12 czerwca 1981      | Joe Louis Arena Detroit, USA             | WBC             | Larry Holmes · Stany Zjednoczone                                  | Leon Spinks · Stany Zjednoczone                                   | TKO 3          |
| 11 kwietnia 1981     | Ceasars Palace Las Vegas, USA            | WBC             | Larry Holmes · Stany Zjednoczone                                  | Trevor Berbick · Kanada                                           | UD 15          |
| 25 października 1980 | Superbowl Sun City, RPA                  | WBA             | Mike Weaver · Stany Zjednoczone                                   | Gerrie Coetzee · Południowa Afryka                                | TKO 13         |
| 2 października 1980  | Ceasars Palace Las Vegas, USA            | WBC             | Larry Holmes · Stany Zjednoczone                                  | Muhammad Ali · Stany Zjednoczone                                  | TKO 11         |
| 7 lipca 1980         | Metro Centre Bloomington, USA            | WBC             | Larry Holmes · Stany Zjednoczone                                  | Scott LeDoux · Stany Zjednoczone                                  | TKO 7          |
| 31 marca 1980        | Caesars Palace Las Vegas, USA            | WBC             | Larry Holmes · Stany Zjednoczone                                  | Leroy Jones · Stany Zjednoczone                                   | TKO 8          |
| 31 marca 1980        | Stokley Athletics Center Knoxville, USA  | WBA             | Mike Weaver · Stany Zjednoczone                                   | John Tate · Stany Zjednoczone                                     | KO 15          |
| 3 lutego 1980        | Caesars Palace Las Vegas, USA            | WBC             | Larry Holmes · Stany Zjednoczone                                  | Lorenzo Zanon · Włochy                                            | KO 6           |

## 1970–1979
| data                 | miejsce                                       | organizacja | zwycięzca                          | pokonany                           | wynik  |
| -------------------- | --------------------------------------------- | ----------- | ---------------------------------- | ---------------------------------- | ------ |
| 20 października 1979 | Loftus Versveld Stadium Pretoria, RPA         | WBA         | John Tate · Stany Zjednoczone      | Gerrie Coetzee · Południowa Afryka | UD 15  |
| 28 września 1979     | Caesars Palace Las Vegas, USA                 | WBC         | Larry Holmes · Stany Zjednoczone   | Earnie Shavers · Stany Zjednoczone | TKO 11 |
| 22 czerwca 1979      | Madison Square Garden Nowy Jork, USA          | WBC         | Larry Holmes · Stany Zjednoczone   | Mike Weaver · Stany Zjednoczone    | TKO 12 |
| 23 marca 1979        | Hilton Las Vegas, USA                         | WBC         | Larry Holmes · Stany Zjednoczone   | Ossie Ocasio · Portoryko           | TKO 7  |
| 10 listopada 1978    | Caesars Palace Las Vegas, USA                 | WBC         | Larry Holmes · Stany Zjednoczone   | Alfredo Evangelista · Urugwaj      | KO 7   |
| 15 września 1978     | Superdome Nowy Orlean, USA                    | WBA         | Muhammad Ali · Stany Zjednoczone   | Leon Spinks · Stany Zjednoczone    | UD 15  |
| 9 czerwca 1978       | Caesars Palace Las Vegas, USA                 | WBC         | Larry Holmes · Stany Zjednoczone   | Ken Norton · Stany Zjednoczone     | SD 15  |
| 15 lutego 1978       | Hilton Las Vegas, USA                         | WBA / WBC   | Leon Spinks · Stany Zjednoczone    | Muhammad Ali · Stany Zjednoczone   | SD 15  |
| 29 września 1977     | Madison Square Garden Nowy Jork, USA          | WBA / WBC   | Muhammad Ali · Stany Zjednoczone   | Earnie Shavers · Stany Zjednoczone | UD 15  |
| 16 maja 1977         | Capital Centre Landover, USA                  | WBA / WBC   | Muhammad Ali · Stany Zjednoczone   | Alfredo Evangelista · Urugwaj      | UD 15  |
| 28 września 1976     | Yankee Stadium Nowy Jork, USA                 | WBA / WBC   | Muhammad Ali · Stany Zjednoczone   | Ken Norton · Stany Zjednoczone     | UD 15  |
| 24 maja 1976         | Olympiahalle Monachium, Niemcy                | WBA / WBC   | Muhammad Ali · Stany Zjednoczone   | Richard Dunn · Wielka Brytania     | TKO 5  |
| 30 kwietnia 1976     | Capital Centre Landover, USA                  | WBA / WBC   | Muhammad Ali · Stany Zjednoczone   | Jimmy Young · Stany Zjednoczone    | UD 15  |
| 20 lutego 1976       | Roberto Clemente Coliseum Hato Rey, Portoryko | WBA / WBC   | Muhammad Ali · Stany Zjednoczone   | Jean-Pierre Coopman · Belgia       | KO 5   |
| 1 października 1975  | Araneta Coliseum Quezon City, Filipiny        | WBA / WBC   | Muhammad Ali · Stany Zjednoczone   | Joe Frazier · Stany Zjednoczone    | TKO 14 |
| 30 czerwca 1975      | Merdeka Stadium Kuala Lumpur, Malezja         | WBA / WBC   | Muhammad Ali · Stany Zjednoczone   | Joe Bugner · Australia             | UD 15  |
| 16 maja 1975         | Convention Center Las Vegas, USA              | WBA / WBC   | Muhammad Ali · Stany Zjednoczone   | Ron Lyle · Stany Zjednoczone       | TKO 11 |
| 24 marca 1975        | Richfield Coliseum Richfield, USA             | WBA / WBC   | Muhammad Ali · Stany Zjednoczone   | Chuck Wepner · Stany Zjednoczone   | TKO 15 |
| 30 października 1974 | Stade du 20 Mai Kinszasa, Kongo               | WBA / WBC   | Muhammad Ali · Stany Zjednoczone   | George Foreman · Stany Zjednoczone | KO 8   |
| 26 marca 1974        | El Poliedro Caracas, Wenezuela                | WBA / WBC   | George Foreman · Stany Zjednoczone | Ken Norton · Stany Zjednoczone     | TKO 2  |
| 1 września 1973      | Nihon Budokan Tokio, Japonia                  | WBA / WBC   | George Foreman · Stany Zjednoczone | Jose Roman · Portoryko             | KO 1   |
| 22 stycznia 1973     | National Stadium Kingston, Jamajka            | WBA / WBC   | George Foreman · Stany Zjednoczone | Joe Frazier · Stany Zjednoczone    | TKO 2  |
| 25 maja 1972         | Civic Auditorium Omaha, USA                   | WBA / WBC   | Joe Frazier · Stany Zjednoczone    | Ron Stander · Stany Zjednoczone    | TKO 5  |
| 15 stycznia 1972     | Rivergate Auditorium Nowy Orlean, USA         | WBA / WBC   | Joe Frazier · Stany Zjednoczone    | Terry Daniels · Stany Zjednoczone  | TKO 4  |
| 8 marca 1971         | Madison Square Garden Nowy Jork, USA          | WBA / WBC   | Joe Frazier · Stany Zjednoczone    | Muhammad Ali · Stany Zjednoczone   | UD 15  |
| 18 listopada 1970    | Cobo Arena Detroit, USA                       | WBA / WBC   | Joe Frazier · Stany Zjednoczone    | Bob Foster · Stany Zjednoczone     | KO 2   |
| 16 lutego 1970       | Madison Square Garden Nowy Jork, USA          | WBA / WBC   | Joe Frazier · Stany Zjednoczone    | Jimmy Ellis · Stany Zjednoczone    | TKO 5  |

## 1960–1969
| data              | miejsce                                          | organizacja             | zwycięzca                           | pokonany                               | wynik  |
| ----------------- | ------------------------------------------------ | ----------------------- | ----------------------------------- | -------------------------------------- | ------ |
| 23 czerwca 1969   | Madison Square Garden Nowy Jork, USA             | NYSAC                   | Joe Frazier · Stany Zjednoczone     | Jerry Quarry · Stany Zjednoczone       | TKO 7  |
| 22 kwietnia 1969  | Sam Houston Coliseum Houston, USA                | NYSAC                   | Joe Frazier · Stany Zjednoczone     | Dave Zyglewicz · Stany Zjednoczone     | KO 1   |
| 10 grudnia 1968   | Spectrum Philadelphia, USA                       | NYSAC                   | Joe Frazier · Stany Zjednoczone     | Oscar Bonavena · Argentyna             | UD 15  |
| 14 września 1968  | Solna Fotbollsstadum Sztokholm, Szwecja          | WBA                     | Jimmy Ellis · Stany Zjednoczone     | Floyd Patterson · Stany Zjednoczone    | PTS 15 |
| 24 czerwca 1968   | Madison Square Garden Nowy Jork, USA             | NYSAC                   | Joe Frazier · Stany Zjednoczone     | Manuel Ramos · Meksyk                  | TKO 2  |
| 27 kwietnia 1968  | Coliseum Arena Oakland, USA                      | WBA                     | Jimmy Ellis · Stany Zjednoczone     | Jerry Quarry · Stany Zjednoczone       | MD 15  |
| 4 marca 1968      | Madison Square Garden Nowy Jork, USA             | NYSAC                   | Joe Frazier · Stany Zjednoczone     | Buster Mathis · Stany Zjednoczone      | TKO 11 |
| 22 marca 1967     | Madison Square Garden Nowy Jork, USA             | WBA / WBC NYSAC         | Muhammad Ali · Stany Zjednoczone    | Zora Folley · Stany Zjednoczone        | KO 7   |
| 6 lutego 1967     | Astrodome Houston, USA                           | WBA / WBC NYSAC         | Muhammad Ali · Stany Zjednoczone    | Ernie Terrell · Stany Zjednoczone      | UD 15  |
| 14 listopada 1966 | Astrodome Houston, USA                           | WBC NYSAC               | Muhammad Ali · Stany Zjednoczone    | Cleveland Williams · Stany Zjednoczone | TKO 3  |
| 10 września 1966  | Waldstadion Frankfurt, RFN                       | WBC NYSAC               | Muhammad Ali · Stany Zjednoczone    | Karl Mildenberger · Niemcy             | TKO 12 |
| 6 sierpnia 1966   | Earl Court Arena Londyn, Wielka Brytania         | WBC NYSAC               | Muhammad Ali · Stany Zjednoczone    | Brian London · Wielka Brytania         | KO 3   |
| 28 czerwca 1966   | Sam Houston Coliseum Houston, USA                | WBA                     | Ernie Terrell · Stany Zjednoczone   | Doug Jones · Stany Zjednoczone         | UD 15  |
| 21 maja 1966      | Arsenal Football Stadium Londyn, Wielka Brytania | WBC NYSAC               | Muhammad Ali · Stany Zjednoczone    | Henry Cooper · Wielka Brytania         | TKO 6  |
| 29 marca 1966     | Maple Leaf Gardens Toronto, Kanada               | WBC NYSAC               | Muhammad Ali · Stany Zjednoczone    | George Chuvalo · Kanada                | UD 15  |
| 22 listopada 1965 | Convention Center Las Vegas, USA                 | WBC NYSAC               | Muhammad Ali · Stany Zjednoczone    | Floyd Patterson · Stany Zjednoczone    | TKO 12 |
| 1 listopada 1965  | Maple Leaf Gardens Toronto, Kanada               | WBA                     | Ernie Terrell · Stany Zjednoczone   | George Chuvalo · Kanada                | UD 15  |
| 25 maja 1965      | St. Dominic's Hall Lewiston, USA                 | WBC NYSAC               | Muhammad Ali · Stany Zjednoczone    | Sonny Liston · Stany Zjednoczone       | KO 1   |
| 5 marca 1965      | International Ampitheater Chicago, USA           | WBA                     | Ernie Terrell · Stany Zjednoczone   | Eddie Machen · Stany Zjednoczone       | UD 15  |
| 25 lutego 1964    | Convention Hall Miami Beach, USA                 | WBA / NYSAC             | Muhammad Ali · Stany Zjednoczone    | Sonny Liston · Stany Zjednoczone       | RTD 6  |
| 22 lipca 1963     | Convention Center Las Vegas, USA                 | WBC / WBA NYSAC         | Sonny Liston · Stany Zjednoczone    | Floyd Patterson · Stany Zjednoczone    | KO 1   |
| 25 września 1962  | Comiskey Park Chicago, USA                       | WBA / NYSAC             | Sonny Liston · Stany Zjednoczone    | Floyd Patterson · Stany Zjednoczone    | KO 1   |
| 4 grudnia 1961    | Maple Leaf Garden Toronto, Kanada                | Uniwersalny NYSAC / NBA | Floyd Patterson · Stany Zjednoczone | Tom McNeeley · Stany Zjednoczone       | KO 4   |
| 13 marca 1961     | Convention Hall Miami Beach, USA                 | Uniwersalny NYSAC / NBA | Floyd Patterson · Stany Zjednoczone | Ingemar Johansson · Szwecja            | KO 6   |
| 20 czerwca 1960   | Polo Grounds Nowy Jork, USA                      | Uniwersalny NYSAC / NBA | Floyd Patterson · Stany Zjednoczone | Ingemar Johansson · Szwecja            | KO 5   |

## 1950–1959
| data              | miejsce                                | organizacja             | zwycięzca                              | pokonany                               | wynik  |
| ----------------- | -------------------------------------- | ----------------------- | -------------------------------------- | -------------------------------------- | ------ |
| 26 czerwca 1959   | Yankee Stadium Nowy Jork, USA          | Uniwersalny NYSAC / NBA | Ingemar Johansson · Szwecja            | Floyd Patterson · Stany Zjednoczone    | TKO 3  |
| 1 maja 1959       | Fairgrounds Coliseum Indianapolis, USA | Uniwersalny NYSAC / NBA | Floyd Patterson · Stany Zjednoczone    | Brian London · Wielka Brytania         | KO 11  |
| 18 sierpnia 1958  | Wrigley Field Los Angeles, USA         | Uniwersalny NYSAC / NBA | Floyd Patterson · Stany Zjednoczone    | Roy Harris · Stany Zjednoczone         | RTD 12 |
| 22 sierpnia 1957  | Sicks' Stadium Seattle, USA            | Uniwersalny NYSAC / NBA | Floyd Patterson · Stany Zjednoczone    | Pete Rademacher · Stany Zjednoczone    | KO 6   |
| 29 lipca 1957     | Polo Grounds Nowy Jork, USA            | Uniwersalny NYSAC / NBA | Floyd Patterson · Stany Zjednoczone    | Tommy Jackson · Stany Zjednoczone      | TKO 10 |
| 30 listopada 1956 | Chicago Stadium Chicago, USA           | Uniwersalny NYSAC / NBA | Floyd Patterson · Stany Zjednoczone    | Archie Moore · Stany Zjednoczone       | KO 5   |
| 21 września 1955  | Yankee Stadium Nowy Jork, USA          | Uniwersalny NYSAC / NBA | Rocky Marciano · Stany Zjednoczone     | Archie Moore · Stany Zjednoczone       | KO 9   |
| 16 maja 1955      | Kezar Stadium San Francisco, USA       | Uniwersalny NYSAC / NBA | Rocky Marciano · Stany Zjednoczone     | Don Cockell · Wielka Brytania          | TKO 9  |
| 17 września 1954  | Yankee Stadium Nowy Jork, USA          | Uniwersalny NYSAC / NBA | Rocky Marciano · Stany Zjednoczone     | Ezzard Charles · Stany Zjednoczone     | KO 8   |
| 17 czerwca 1954   | Yankee Stadium Nowy Jork, USA          | Uniwersalny NYSAC / NBA | Rocky Marciano · Stany Zjednoczone     | Ezzard Charles · Stany Zjednoczone     | UD 15  |
| 24 września 1953  | Polo Grounds Nowy Jork, USA            | Uniwersalny NYSAC / NBA | Rocky Marciano · Stany Zjednoczone     | Roland LaStarza · Stany Zjednoczone    | TKO 11 |
| 15 maja 1953      | Chicago Stadium Chicago, USA           | Uniwersalny NYSAC / NBA | Rocky Marciano · Stany Zjednoczone     | Jersey Joe Walcott · Stany Zjednoczone | KO 1   |
| 23 września 1952  | Municipal Stadium Filadelfia, USA      | Uniwersalny NYSAC / NBA | Rocky Marciano · Stany Zjednoczone     | Jersey Joe Walcott · Stany Zjednoczone | KO 13  |
| 5 czerwca 1952    | Municipal Stadium Filadelfia, USA      | Uniwersalny NYSAC / NBA | Jersey Joe Walcott · Stany Zjednoczone | Ezzard Charles · Stany Zjednoczone     | UD 15  |
| 18 lipca 1951     | Forbes Field Pittsburgh, USA           | Uniwersalny NYSAC / NBA | Jersey Joe Walcott · Stany Zjednoczone | Ezzard Charles · Stany Zjednoczone     | KO 7   |
| 30 maja 1951      | Chicago Stadium Chicago, USA           | Uniwersalny NYSAC / NBA | Ezzard Charles · Stany Zjednoczone     | Joey Maxim · Stany Zjednoczone         | UD 15  |
| 7 marca 1951      | Olympia Stadium Detroit, USA           | Uniwersalny NYSAC / NBA | Ezzard Charles · Stany Zjednoczone     | Jersey Joe Walcott · Stany Zjednoczone | UD 15  |
| 12 stycznia 1951  | Madison Square Garden Nowy Jork, USA   | Uniwersalny NYSAC / NBA | Ezzard Charles · Stany Zjednoczone     | Lee Oma · Stany Zjednoczone            | TKO 10 |
| 5 grudnia 1950    | Cincinnati Gardens Cincinnati, USA     | Uniwersalny NYSAC / NBA | Ezzard Charles · Stany Zjednoczone     | Nick Barone · Stany Zjednoczone        | KO 11  |
| 27 września 1950  | Yankee Stadium Nowy Jork, USA          | Uniwersalny NYSAC / NBA | Ezzard Charles · Stany Zjednoczone     | Joe Louis · Stany Zjednoczone          | UD 15  |
| 15 sierpnia 1950  | Memorial Auditorium Buffalo, USA       | Uniwersalny NBA         | Ezzard Charles · Stany Zjednoczone     | Freddie Beshore · Stany Zjednoczone    | TKO 14 |

## 1930-1949
| data                 | miejsce                                   | organizacja             | zwycięzca                             | pokonany                               | wynik  |
| -------------------- | ----------------------------------------- | ----------------------- | ------------------------------------- | -------------------------------------- | ------ |
| 14 października 1949 | Cow Palace San Francisco, USA             | Uniwersalny NBA         | Ezzard Charles · Stany Zjednoczone    | Pat Valentino · Stany Zjednoczone      | KO 8   |
| 10 sierpnia 1949     | Yankee Stadium Nowy Jork, USA             | Uniwersalny NBA         | Ezzard Charles · Stany Zjednoczone    | Gus Lesnevich · Stany Zjednoczone      | RTD 7  |
| 22 czerwca 1949      | Comiscey Park Chicago, USA                | Uniwersalny NBA         | Ezzard Charles · Stany Zjednoczone    | Jersey Joe Walcott · Stany Zjednoczone | UD 15  |
| 25 czerwca 1948      | Yankee Stadium Nowy Jork, USA             | Uniwersalny NYSAC / NBA | Joe Louis · Stany Zjednoczone         | Jersey Joe Walcott · Stany Zjednoczone | KO 11  |
| 5 grudnia 1947       | Madison Square Garden Nowy Jork, USA      | Uniwersalny NYSAC / NBA | Joe Louis · Stany Zjednoczone         | Jersey Joe Walcott · Stany Zjednoczone | SD 15  |
| 18 września 1946     | Yankee Stadium Nowy Jork                  | Uniwersalny NYSAC / NBA | Joe Louis · Stany Zjednoczone         | Tami Mauriello · Stany Zjednoczone     | KO 1   |
| 19 czerwca 1946      | Yankee Stadium Nowy Jork, USA             | Uniwersalny NYSAC / NBA | Joe Louis · Stany Zjednoczone         | Billy Conn · Stany Zjednoczone         | KO 8   |
| 27 marca 1942        | Madison Square Garden Nowy Jork, USA      | Uniwersalny NYSAC / NBA | Joe Louis · Stany Zjednoczone         | Abe Simon · Stany Zjednoczone          | TKO 6  |
| 9 stycznia 1942      | Madison Square Garden Nowy Jork, USA      | Uniwersalny NYSAC / NBA | Joe Louis · Stany Zjednoczone         | Buddy Baer · Stany Zjednoczone         | KO 1   |
| 29 września 1941     | Polo Grounds Nowy Jork, USA               | Uniwersalny NYSAC / NBA | Joe Louis · Stany Zjednoczone         | Lou Nova · Stany Zjednoczone           | TKO 6  |
| 18 czerwca 1941      | Polo Grounds Nowy Jork, USA               | Uniwersalny NYSAC / NBA | Joe Louis · Stany Zjednoczone         | Billy Conn · Stany Zjednoczone         | KO 13  |
| 23 maja 1941         | Griffith Stadium Waszyngton, USA          | Uniwersalny NYSAC / NBA | Joe Louis · Stany Zjednoczone         | Buddy Baer · Stany Zjednoczone         | DQ 7   |
| 8 kwietnia 1941      | Arena Saint Louis, USA                    | Uniwersalny NYSAC / NBA | Joe Louis · Stany Zjednoczone         | Tony Musto · Stany Zjednoczone         | TKO 9  |
| 21 marca 1941        | Olympia Stadium Detroit, USA              | Uniwersalny NYSAC / NBA | Joe Louis · Stany Zjednoczone         | Abe Simon · Stany Zjednoczone          | TKO 13 |
| 17 lutego 1941       | Convention Hall Filadelfia, USA           | Uniwersalny NYSAC / NBA | Joe Louis · Stany Zjednoczone         | Gus Dorazio · Stany Zjednoczone        | KO 2   |
| 31 stycznia 1941     | Madison Square Garden Nowy Jork, USA      | Uniwersalny NYSAC / NBA | Joe Louis · Stany Zjednoczone         | Red Burman · Stany Zjednoczone         | KO 5   |
| 16 grudnia 1940      | Boston Garden Boston, USA                 | Uniwersalny NYSAC / NBA | Joe Louis · Stany Zjednoczone         | Al McCoy · Stany Zjednoczone           | TKO 6  |
| 20 czerwca 1940      | Yankee Stadium Nowy Jork, USA             | Uniwersalny NYSAC / NBA | Joe Louis · Stany Zjednoczone         | Arturo Godoy · Chile                   | TKO 8  |
| 29 marca 1940        | Madison Square Garden Nowy Jork, USA      | Uniwersalny NYSAC / NBA | Joe Louis · Stany Zjednoczone         | Johnny Paycheck · Stany Zjednoczone    | TKO 2  |
| 9 lutego 1940        | Madison Square Garden Nowy Jork, USA      | Uniwersalny NYSAC / NBA | Joe Louis · Stany Zjednoczone         | Arturo Godoy · Chile                   | SD 15  |
| 20 września 1939     | Briggs Stadium Detroit, USA               | Uniwersalny NYSAC / NBA | Joe Louis · Stany Zjednoczone         | Bob Pastor · Stany Zjednoczone         | KO 11  |
| 28 czerwca 1939      | Yankee Stadium Nowy Jork, USA             | Uniwersalny NYSAC / NBA | Joe Louis · Stany Zjednoczone         | Tony Galento · Stany Zjednoczone       | TKO 4  |
| 17 kwietnia 1939     | Wrigley Fields Los Angeles, USA           | Uniwersalny NYSAC / NBA | Joe Louis · Stany Zjednoczone         | Jack Roper · Stany Zjednoczone         | KO 1   |
| 25 stycznia 1939     | Madison Square Garden Nowy Jork, USA      | Uniwersalny NYSAC / NBA | Joe Louis · Stany Zjednoczone         | John Henry Lewis · Stany Zjednoczone   | KO 1   |
| 22 czerwca 1938      | Yankee Stadium Nowy Jork, USA             | Uniwersalny NYSAC / NBA | Joe Louis · Stany Zjednoczone         | Max Schmeling · Niemcy                 | KO 1   |
| 1 kwietnia 1938      | Chicago Stadium Chicago, USA              | Uniwersalny NYSAC / NBA | Joe Louis · Stany Zjednoczone         | Henry Thomas · Stany Zjednoczone       | KO 5   |
| 23 lutego 1938       | Madison Square Garden Nowy Jork, USA      | Uniwersalny NYSAC / NBA | Joe Louis · Stany Zjednoczone         | Nathan Mann · Stany Zjednoczone        | KO 3   |
| 30 sierpnia 1937     | Yankee Stadium Nowy Jork, USA             | Uniwersalny NYSAC / NBA | Joe Louis · Stany Zjednoczone         | Tommy Farr · Wielka Brytania           | UD 15  |
| 22 czerwca 1937      | Comiskey Park Chicago, USA                | Uniwersalny NYSAC / NBA | Joe Louis · Stany Zjednoczone         | James J. Braddock · Stany Zjednoczone  | KO 8   |
| 13 czerwca 1935      | Madison Square Garden Bowl Nowy Jork, USA | Uniwersalny NYSAC / NBA | James J. Braddock · Stany Zjednoczone | Max Baer · Stany Zjednoczone           | UD 15  |
| 14 czerwca 1934      | Madison Square Garden Bowl Nowy Jork, USA | Uniwersalny NYSAC / NBA | Max Baer · Stany Zjednoczone          | Primo Carnera · Włochy                 | TKO 11 |
| 1 marca 1934         | Madison Square Garden Stadium Miami, USA  | Uniwersalny NYSAC / NBA | Primo Carnera · Włochy                | Tommy Loughran · Stany Zjednoczone     | UD 15  |
| 22 października 1933 | Piazza de Siena Rzym, Włochy              | Uniwersalny IBU         | Primo Carnera · Włochy                | Paulino Uzcudun · Hiszpania            | UD 15  |
| 29 czerwca 1933      | Madison Square Garden Bowl Nowy Jork, USA | Uniwersalny NYSAC / NBA | Primo Carnera · Włochy                | Jack Sharkey · Stany Zjednoczone       | KO 6   |
| 21 czerwca 1932      | Madison Square Garden Bowl Nowy Jork, USA | Uniwersalny NYSAC / NBA | Jack Sharkey · Stany Zjednoczone      | Max Schmeling · Niemcy                 | SD 15  |
| 3 lipca 1931         | Municipal Stadium Cleveland, USA          | Uniwersalny NBA         | Max Schmeling · Niemcy                | Young Stribling · Stany Zjednoczone    | TKO 15 |
| 12 czerwca 1930      | Yankee Stadium Nowy Jork, USA             | Uniwersalny NYSAC / NBA | Max Schmeling · Niemcy                | Jack Sharkey · Stany Zjednoczone       | DQ 4   |

## 1885-1929
| data                 | miejsce                                               | organizacja             | zwycięzca                                                          | pokonany                                                           | wynik        |
| -------------------- | ----------------------------------------------------- | ----------------------- | ------------------------------------------------------------------ | ------------------------------------------------------------------ | ------------ |
| 26 lipca 1928        | Yankee Stadium Bronx, USA                             | Uniwersalny NBA / NYSAC | Gene Tunney · Stany Zjednoczone                                    | Tom Heeney · Nowa Zelandia                                         | TKO 11       |
| 22 września 1927     | Soldier Fields Chicago, USA                           | Uniwersalny NBA / NYSAC | Gene Tunney · Stany Zjednoczone                                    | Jack Dempsey · Stany Zjednoczone                                   | UD 10        |
| 23 września 1926     | Sesquicentennial Stadium Filadelfia, USA              | Uniwersalny NBA / NYSAC | Gene Tunney · Stany Zjednoczone                                    | Jack Dempsey · Stany Zjednoczone                                   | UD 10        |
| 14 września 1923     | Polo Grounds Nowy Jork, USA                           | Uniwersalny NBA / NYSAC | Jack Dempsey · Stany Zjednoczone                                   | Luis Ángel Firpo · Argentyna                                       | KO 2 (opis)  |
| 4 lipca 1923         | Arena Shelby, USA                                     | Uniwersalny NBA / NYSAC | Jack Dempsey · Stany Zjednoczone                                   | Tom Gibbons · Stany Zjednoczone                                    | PTS 15       |
| 24 lipca 1922        | Broadway Auditorium Buffalo, USA                      | NYSAC                   | Jack Dempsey · Stany Zjednoczone                                   | Jimmy Darcy · Stany Zjednoczone                                    | PTS 4        |
| 2 lipca 1921         | Boyle's Thirty Acres Jersey City, USA                 | Uniwersalny NBA         | Jack Dempsey · Stany Zjednoczone                                   | Georges Carpentier · Francja                                       | KO 4         |
| 14 grudnia 1920      | Madison Square Garden Nowy Jork, USA                  | Uniwersalny             | Jack Dempsey · Stany Zjednoczone                                   | Bill Brennan · Stany Zjednoczone                                   | KO 12        |
| 6 września 1920      | Floyd Fitzimons Arena Benton Harbor, USA              | Unwersalny              | Jack Dempsey · Stany Zjednoczone                                   | Billy Miske · Stany Zjednoczone                                    | KO 3         |
| 4 lipca 1919         | Bay Viev Park Arena Toledo, USA                       | Uniwersalny             | Jack Dempsey · Stany Zjednoczone                                   | Jess Willard · Stany Zjednoczone                                   | TKO 3        |
| 25 marca 1916        | Madison Square Garden nowy Jork, USA                  | Uniwersalny             | Jess Willard · Stany Zjednoczone                                   | Frank Moran · Stany Zjednoczone                                    | ND 10        |
| 5 kwietnia 1915      | Oriental Park Hawana, Kuba                            | Uniwersalny             | Jess Willard · Stany Zjednoczone                                   | Jack Johnson · Stany Zjednoczone                                   | KO 26        |
| 27 czerwca 1914      | Velodrome d'Hiver Paryż, USA                          | Uniwersalny             | Jack Johnson · Stany Zjednoczone                                   | Frank Moran · Stany Zjednoczone                                    | PTS 20       |
| 19 grudnia 1913      | Premierland Paryż, Francja                            | Uniwersalny             | Jack Johnson Stany Zjednoczone – · Jim Johnson Stany Zjednoczone   | Jack Johnson Stany Zjednoczone – · Jim Johnson Stany Zjednoczone   | PTS 10 remis |
| 4 lipca 1912         | Las Vegas, USA                                        | Uniwersalny             | Jack Johnson · Stany Zjednoczone                                   | Fireman Jim Flynn · Stany Zjednoczone                              | TKO 9        |
| 4 lipca 1910         | Reno, USA                                             | Uniwersalny             | Jack Johnson · Stany Zjednoczone                                   | James J. Jeffries · Stany Zjednoczone                              | TKO 15       |
| 16 października 1909 | Mission Street Arena Colma, USA                       | Uniwersalny             | Jack Johnson · Stany Zjednoczone                                   | Stanley Ketchel · Stany Zjednoczone                                | KO 12        |
| 9 września 1909      | Mission Street Arena San Francisco, USA               | Uniwersalny             | Jack Johnson · Stany Zjednoczone                                   | Al Kaufman · Stany Zjednoczone                                     | ND 10        |
| 30 czerwca 1909      | Duquesne Gardens Pittsburgh, USA                      | Uniwersalny             | Jack Johnson · Stany Zjednoczone                                   | Tony Ross · Stany Zjednoczone                                      | ND 6         |
| 19 maja 1909         | National A.C. Filadelfia, USA                         | Uniwersalny             | Jack Johnson · Stany Zjednoczone                                   | Philadelphia Jack O’Brien · Stany Zjednoczone                      | ND 6         |
| 26 grudnia 1908      | Sydney Stadium Sydney, Australia                      | Uniwersalny             | Jack Johnson · Stany Zjednoczone                                   | Tommy Burns · Kanada                                               | TKO 14       |
| 2 września 1908      | West Melbourne Stadium Melbourne, Australia           | Uniwersalny             | Tommy Burns · Kanada                                               | Bill Lang · Australia                                              | KO 6         |
| 24 sierpnia 1908     | Sydney Stadium Sydney, Australia                      | Uniwersalny             | Tommy Burns · Kanada                                               | Bill Squires · Australia                                           | KO 13        |
| 13 czerwca 1908      | Nevilly Bowlin Palace Paryż, Francja                  | Uniwersalny             | Tommy Burns · Kanada                                               | Bill Squires · Australia                                           | KO 8         |
| 18 kwietnia 1908     | Nevilly Bowling Palace Paryż, Francja                 | Uniwersalny             | Tommy Burns · Kanada                                               | Jewey Smith · Wielka Brytania                                      | KO 5         |
| 17 marca 1908        | Theatre Royal Dublin, Irlandia                        | Uniwersalny             | Tommy Burns · Kanada                                               | Jem Roche · Irlandia                                               | KO 1         |
| 10 lutego 1908       | Wonderland Whitechapel, Wielka Brytania               | Unwersalny              | Tommy Burns · Kanada                                               | Jack Palmer · Wielka Brytania                                      | KO 4         |
| 2 grudnia 1907       | National Sporting Club Covent Garden, Wielka Brytania | Uniwersalny             | Tommy Burns · Kanada                                               | Gunner Moir · Wielka Brytania                                      | KO 10        |
| 4 lipca 1907         | Mission Street Arena Colma, USA                       | Unwersalny              | Tommy Burns · Kanada                                               | Bill Squires · Australia                                           | KO 1         |
| 8 maja 1907          | Naud Junction Pavilion Los Angeles, USA               | Uniwersalny             | Tommy Burns · Kanada                                               | Philadelphia Jack O’Brien · Stany Zjednoczone                      | PTS 20       |
| 28 listopada 1906    | Naud Junction Pavilion Los Angeles, USA               | Uniwersalny             | Tommy Burns Kanada – · Philadelphia Jack O’Brien Stany Zjednoczone | Tommy Burns Kanada – · Philadelphia Jack O’Brien Stany Zjednoczone | PKT 20 remis |
| 2 października 1906  | Naud Junction Pavilion Los Angeles, USA               | Uniwersalny             | Tommy Burns · Kanada                                               | Fireman Jim Flynn · Stany Zjednoczone                              | KO 15        |
| 23 lutego 1906       | Pacific A.C. Los Angeles, USA                         | Uniwersalny             | Tommy Burns · Kanada                                               | Marvin Hart · Stany Zjednoczone                                    | PTS 20       |
| 3 lipca 1905         | Amphiteater Reno, USA                                 | Uniwersalny             | Marvin Hart · Stany Zjednoczone                                    | Jack Root · Stany Zjednoczone                                      | KO 12        |
| 26 sierpnia 1904     | Mechanic's Pavillon San Francisco, USA                | Uniwersalny             | James J. Jeffries · Stany Zjednoczone                              | Jack Monroe · Kanada                                               | KO 2         |
| 14 sierpnia 1903     | Mechanic's Pavillon San Francisco, USA                | Uniwersalny             | James J. Jeffries · Stany Zjednoczone                              | James J. Corbett · Stany Zjednoczone                               | TKO 10       |
| 25 lipca 1902        | The Arena San Francisco, USA                          | Uniwersalny             | James J. Jeffries · Stany Zjednoczone                              | Bob Fitzsimmons · Wielka Brytania                                  | KO 8         |
| 15 listopada 1901    | Mechanic's Pavillon San Francisco, USA                | Uniwersalny             | James J. Jeffries · Stany Zjednoczone                              | Gus Ruhlin · Stany Zjednoczone                                     | TKO 5        |
| 11 maja 1900         | Seaside A.C. Coney Island, USA                        | Uniwersalny             | James J. Jeffries · Stany Zjednoczone                              | James J. Corbett · Stany Zjednoczone                               | KO 23        |
| 6 kwietnia 1900      | Cadillac A.C. Detroit, USA                            | Uniwersalny             | James J. Jeffries · Stany Zjednoczone                              | Jack Finnegan · Stany Zjednoczone                                  | KO 1         |
| 3 listopada 1899     | Coney Island A.C. Brooklyn, USA                       | Uniwersalny             | James J. Jeffries · Stany Zjednoczone                              | Tom Sharkey · Irlandia                                             | PTS 25       |
| 9 czerwca 1899       | Coney Island A.C. Brooklyn, USA                       | Uniwersalny             | James J. Jeffries · Stany Zjednoczone                              | Bob Fitzsimmons · Wielka Brytania                                  | KO 11        |
| 17 marca 1897        | The Race Trake Arena Carson City, USA                 | Uniwersalny             | Bob Fitzsimmons · Wielka Brytania                                  | James J. Corbett · Stany Zjednoczone                               | KO 14        |
| 25 stycznia 1894     | Duvall Athletic Club Jacksonville, USA                | Uniwersalny             | James J. Corbett · Stany Zjednoczone                               | Charlie Mitchell · Wielka Brytania                                 | KO 3         |
| 7 września 1892      | Olympic Club Nowy Orlean, USA                         | Uniwersalny             | James J. Corbett · Stany Zjednoczone                               | John L. Sullivan · Stany Zjednoczone                               | KO 21        |
| 29 sierpnia 1885     | Chester Driving Park k. Cinncinati, USA               | Uniwersalny             | John L. Sullivan · Stany Zjednoczone                               | Dominick McCaffrey · Stany Zjednoczone                             | PTS 7        |

## Legenda
- DQ - (disqualification) - dyskwalifikacja
- KO - (knockout) - nokaut
- MD - (majority decision) - decyzja większości
- NC - (no contest) - walka uznana za nie odbytą
- ND - (newspaper decision) - wynik według oceny prasy
- PTS - walka zakończona na punkty
- RTD - (referee technical decision) - techniczna decyzja sędziów
- SD - (split-decision) - niejednogłośna decyzja
- TD - (technical decision) - techniczna decyzja
- TKO - (technical knockout) - techniczny nokaut
- UD - (unanimous decision) – jednogłośna decyzja